# Parada (Carregal do Sal)
Parada es una freguesia portuguesa del concelho de Carregal do Sal, con 15,23 km² de superficie y 872 habitantes (2001). Su densidad de población es de 57,3 hab/km².